# Доња Шипашница
Доња Шипашница (алб. Shipashnice e Poshtme) је насеље у општини Косовска Каменица, Косово и Метохија, Република Србија. Село је након 1999. године познато као Шпат и Поштме (алб. Shpat i Poshtëm) и Анамал (алб. Anamal).

## Географија
На источном ободу места, са друге стране Шипашничке реке, налази се православна црква са гробљем.

## Историја
У Шипашници се 1900. године на североисточној страни села налазила православна црква, посвећена Св. Параскеви. Изграђена је 1860. године на темељима старе цркве, која је била посвећена истој светитељки.
До цркве се налазила тада српска основна школа, отворена 11. маја 1900. године. Са намерама о отварању школе упознали су митрополита Дионизија 1898. године када је ту свратио, мештани три села Кололеча, Шипашнице и Чараковца. Школска зграда је била у лошем стању и неадекватна намени, па се кренуло и са припремама за градњу нове. Наставу је код учитеља Младена Стојановића, пратило од почетка 19 ученика и 10 ученица. Велике заслуге за отварање српског училишта имали су поп Стоша Стевановић, домаћин цркено-школски Јован Јанковић, те напредни мештани: Васа Филиповић, Стојко Симић и Таса Станојевић.

## Демографија
Број становника на пописима:
| Година       | 1948 | 1953 | 1961 | 1971 | 1981 | 1991 | 2011 |
| ------------ | ---- | ---- | ---- | ---- | ---- | ---- | ---- |
| Становништво | 236  | 233  | 250  | 296  | 524  | 539  | 753  |

|  |

## Етнички састав
Према попису из 2011. године Албанци су у овом месту чинили 99,20% становништва, Срби 0,66% и Турци 0,13%.